# Joe Mattock
Joseph William "Joe" Mattock (født 15. maj 1990 i Leicester, England) er en engelsk fodboldspiller, der spiller som venstre back eller kantspiller hos  Rotherham United. Han har tidligere repræsenteret blandt andet Leicester, West Bromwich og Sheffield Wednesday.
Mattock har siden 2007 spillet fem kampe for det engelske U-21 landshold.